# لنفرس
لنفرس (به انگلیسی: Llanferres) یک منطقهٔ مسکونی در بریتانیا است که در دنبیشر واقع شده‌است. لنفرس ۸۲۷ نفر جمعیت دارد.